# Jakob Semec
Jakob Semec, slovenski rodoljub, član organizacije TIGR, * 19. julij 1904, Žeje, Postojna, † 29. april 1943, Pianosa, Tremitsko otočje.

## Življenje in delo
Kot član zavedne slovenske družine ni mogel prenašati fašističnega nasilja nad primorskimi Slovenci, zato se je vneto boril za obstoj in pravice narodne manjšine pod Italijo. Leta 1928 se je pridružil ilegalni organizaciji TIGR. Z njim sta bila v tajni celici iz Žej še Ivan Vadnal, ustreljen 15. decembra 1941 na Opčinah in Franc Sluga, obsojen na istem procesu na 30 let ječe. Semec je živel s starši ob robu naselja Žeje, zato so po ilegalnem prečkanju državne meje iz Jugoslavije pri njem puščali literaturo in prenočevali Danilo Zelen, Tone Černač, Josip Kukec in še več drugih. Taka zanesljiva javka je bila poleg Semčeve domačije še Čadežev mlin poleg Žej, last F. Tomšiča, ki je znal pretihotapljeno literaturo tudi dobro skriti. Trije člani tajne celice iz Žej so literaturo iz obeh javk raznašali po vaseh v okolici Pivke vse do Ilirske Bistrice in Hruševja pa tudi do Sežane in Vipave. Poleti 1934 je večja skupina tigrovcev v akciji v kateri je sodelovalo okoli trideset ilegalcev, skupaj s skupino iz Žej pretihotapila iz cerkniške doline večjo količino orožja, nabojev in eksploziva, ki so ga Semec in tovariša skrivali in vzdrževali v dobro skritih bunkerjih pod hribom Kožljak in sicer na lokacijah Mali Vršiči, Travnica, Mala Dolina in Mali Zalom. Po dogovoru s Pinkom Tomažičem in Danilom Zelenom so okoli 100 kg tega orožja izročili tržaški sekciji Komunistične partije Italije. Po izdaji provokatorja Negrija je fašistična policija pri prenosu orožja aretirala več komunistov in tigrovcev ter odkrila še preostalo orožje shranjeno v skrivališčih pod Kožljakom. Jakob Semec je bil aretiran 16. julija 1940 in bil na 2. tržaškem procesu obsojen na trideset let ječe ter poslan na prestajanje kazni na Tremitsko otočje. Umrl je v internacijskem taborišču na otoku Pianosa.